# Adami (Adygeja)
Adami (russisch Адамий) ist ein Dorf (aul) in Südrussland. Es gehört zur Republik Adygeja und hat 1402 Einwohner (Stand 2019). Im Ort gibt es 28 Straßen.

## Geographie
Das Dorf liegt am Ufer des Krasnodarer Stausees, 12 km südwestlich von Krasnogwardeiskoje (dem Verwaltungszentrum des Bezirks) auf der Straße. Tschumakow ist der nächstgelegene ländliche Ort.